# 布·力治
布·米高·力治（Paul Michael Ritchie，1969年1月25日—），生於蘇格蘭聖安德魯斯，已退役蘇格蘭足球運動員，司職前鋒。

## 球員生涯
布力治生於蘇格蘭聖安德魯斯，曾長時間在蘇格蘭聯賽效力包括登地及布里金城等，又曾外借到英格蘭球會基寧咸及北愛爾蘭球會波達丹。1995年由北愛爾蘭球會德利城轉會到當時在甲組角逐的勁旅愉園，一季後回家鄉加盟咸美頓學院，直到1998年再度來港加盟甲組球會二合，並首度成為聯賽神射手，期間又為香港聯賽選手隊上陣，並且取得佳績。2000年重返愉園，首季並協助球會奪得聯賽冠軍，而自己亦再次成為聯賽神射手。2001年加盟蘇超球會恩華尼斯。結果在2007年在東法夫宣佈掛靴。

## 教練生涯
布力治本身擁有會計師專業資格，離港後他收購了一支低組別球隊洛希聯足球會，擔任領隊兼球員，更希望有日可以執掌蘇超球隊，但他因為球隊半職業球員質素參差，加上態度不積極，使布力治意興闌珊，加上本身會計師樓的工作和其他生意已經令他好忙，所以沒有辦法暫時不放棄做領隊的理想，在2015年離開洛希聯。

## 外部連結
- Happy Valley 1995–96 squad